# Happy end
Happy end (z ang. szczęśliwy koniec) – popularne określenie stosowane przy pomyślnym zakończeniu akcji książki, filmu czy spektaklu. W języku oryginalnym poprawna forma tego zwrotu brzmi „happy ending” („szczęśliwe zakończenie”).
W filmie to konwencja charakterystyczna dla niektórych gatunków, np. komedii (zwłaszcza dla klasycznego kina hollywoodzkiego). Częściowo wywodzi się z antycznej konwencji teatralnej deus ex machina. Twórcy filmowi dość szybko zauważyli, że mechaniczne stosowanie happy endu znacznie obniża prawdopodobieństwo fabularne filmu i doprowadza do jego banalizacji, stąd używa się go również w sposób ironiczny bądź sarkastyczny.
Używane także w języku potocznym, np. po udanym rozwiązaniu danej sprawy czy problemu (rzecz skończyła się happy endem).